# Majol Klinijski
Majol Klinijski (tudi Majel, Majol oziroma Majol Clunyjski), krščanski duhovnik, benediktinec, opat in svetnik, * 906 Valensole (danes Francija), † 11. maj 994, Souvigny (danes Francija).

## Življenjepis
Majol je nasledil tretjega klinijskega opata blaženega Ajmarda kot četrti klinijski opat.

Svetorimski cesar Oton II. je hotel dokončati žalostno stanje v Cerkvi; zato je bil pripravljen obiti cerkvena pravila glede papeških volitev, ter postaviti na Sedež apostola Petra znamenitega klinijskega opata Majola; vendar je to Majol sam odklonil, kakor že poprej besançonsko nadškofijo. Rimljani pa so izvolili sina tuskulskega grofa Davida in sutrijskega škofa, ter ga ustoličili pod imenom Benedikt VII. meseca oktobra 974. 

## Smrt in češčenje
Majol (latinsko Majolus) je umrl v Clunyju 11. maja 994. Na ta dan obhajajo tudi njegov god.